# Willibald Hahn
Willibald Hahn (Beč, 31. siječnja 1910. – 31. svibnja 1999.) bio je austrijski nogometni trener i nogometaš.

## Karijera

### Igrač
Hahn je kao nogometaš igrao za Florisdorfer AC, Austriju Beč, SC de la Bastiedienne Bordeaux, Favoritner Sportclub, Favoritner AC and Admira Wien.

### Trener
Trenersku karijeru je započeo u nogometnom klubu Moss iz Norveške, nakon kojeg je otišao trenirati norvešku nogometnu reprezentaciju. Nakon Norveške trenirao je Bayern München, Švicarsku, KSV Hessen Kassel, Schwarz-Weiß Essen, Rot-Weiß Oberhausen, ESV Ingolstadt, SpVgg Bayreuth, SSV Reutlingen i Stuttgarter Kickers.

## Vanjske poveznice
- Profil na Kickeru